# Hôtel Bénigne Malyon
L'Hôtel Bénigne Malyon est un hôtel particulier de la ville de Dijon situé dans son secteur sauvegardé.
Ses façades sur rue et sa toiture sont classées au titre des monuments historiques depuis 1943.

## Plaque d'information

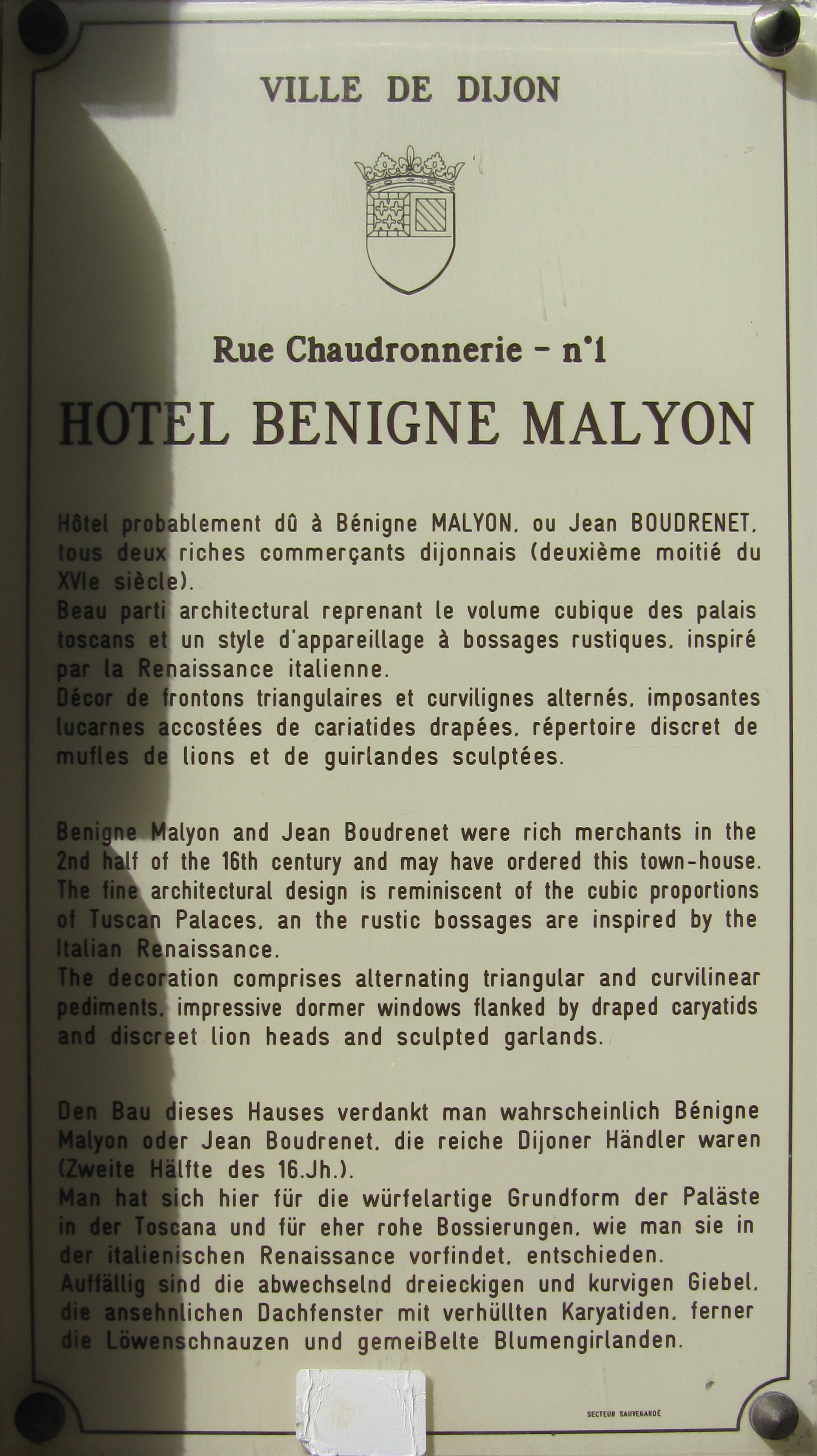
Plaque d'information trilingue (français, anglais, allemand)